# Milagros Cabral
Milagros Cabral De la Cruz (Cristo Rey, Santo Domingo, 17 de octubre de 1978) es una jugadora dominicana retirada de voleibol. Estuvo desde 1998 con la selección nacional del equipo ganador de la medalla de oro en los juegos Panamericanos del 2003 celebrados en su país. Participó en los Juegos Olímpicos de Atenas 2004 donde su equipo quedó en el undécimo lugar y en los Juegos Olímpicos de Londres 2012 donde acabó en quinta posición, consiguiendo un Diploma olímpico.

## Clubes
- Pioneer Red Wings (1997-1998)
- Marsì Palermo (1998-1999)
- Construcciones Damesa de Burgos (2001-2002)
- Universidad de Burgos (2002-2003)
- Los Cachorros (2001-2004)
- Volley Modena (2003-2004)
- Samorodok Jabárovsk (2004-2005)
- Los Cachorros (2005)
- Leonas de Ponce (2006)
- Ícaro Alaró (2006-2007)
- Pinkin de Corozal (2008)
- Korea Expressway Corporation (2008-2009)
- Pinkin de Corozal (2009)
- Korea Expressway Corporation (2009-2010)
- Mirador (2010)
- Pinkin de Corozal (2011)

## Palmarés

### Selección femenina de voleibol de la República Dominicana
World Championships:
- 13.er puesto en el Campeonato Mundial de Japón 1998.
- 13.er puesto en el Campeonato Mundial de Alemania 2002.
- 17.º puesto en el Campeonato Mundial de Japón 2006.

Campeonato Continental NORCECA:
- Medalla de Oro. Bayamón 2009.
- Medalla de Bronce. Winnipeg 2007.
- Medalla de Bronce. Santo Domingo 2003.
- Medalla de Bronce. Santo Domingo 2001.

Copa Panamericana:
- Medalla de Oro. Rosarito/Tijuana 2010.
- Medalla de Oro. Mexicali/Tijuana 2008.
- Medalla de Plata. Miami 2009.
- Medalla de Plata. Saltillo 2003.
- Medalla de Bronce. Colima 2007.

Juegos Panamericanos:
- Medalla de Oro en los Juegos Panamericanos de Santo Domingo 2003.

Juegos Centroamericanos y del Caribe:
- Medalla de oro en los Juegos Centroamericanos y del Caribe de 2002
- Medalla de oro en los Juegos Centroamericanos y del Caribe de 2006
- Medalla de oro en los Juegos Centroamericanos y del Caribe de 2010

### Clubes
- Sub-Campeonato 2009' Liga de Voleibol Superior Femenino, Puerto Rico
- Campeonato 2008 Liga de Voleibol Superior Femenino, Puerto Rico
- Campeonato 2007 Liga FEV, España
- Sub-Campeonato 2005 Campeonato Superior, República Dominicana
- Sub-Campeonato 2002 Y 2003 Copa de la Reina de España con Club Diego Porcelos